# Banca centrale di Gibuti
La Banca centrale di Gibuti è la banca centrale dello stato africano della Repubblica di Gibuti.
La moneta ufficiale è il franco gibutiano.